# Kenneth Clarke
Kenneth Harry "Ken" Clarke, baron Clarke af Nottingham, CH QC (født 2. juli 1940) er en britisk jurist og konservativ politiker. Han var kandidat til posten som konservativ partileder i 1997, 2001 og 2005.
Kenneth Clarke havde adskillige ministerposter mellem 1985 og 2014. 

## Medlem af parlamentet
Siden 1970 har Kenneth Clarke været medlem af Underhuset som repræsentant for den sikre konservative kreds Rushcliffe i Nottinghamshire. Han blev senest genvalgt i 2015.

## Minister
Kenneth Clarke blev understatssekretær i regeringen i 1979. I 1985 fik han sin første egentlige ministerpost.
Kenneth Clarke har bl.a. været sundhedsminister, arbejdsminister, kansler for Lancaster, minister for uddannelse og videnskab, indenrigsminister, finansminister, justitsminister og lordkansler samt senest Minister uden portefølje. 